# Flughafen Aklavik

i7
i11
i13
Der Aklavik Freddie Carmichael Airport (IATA: LAK; ICAO: CYKD) ist ein Flughafen in der Nähe von Aklavik, Nordwest-Territorien. Der Flughafen ist an den Ufern des Peel Channels gelegen, im Delta des Mackenzie River. Aklavik war das regionale Zentrum, jedoch anfällig für Überschwemmungen.
1959 wurde in Inuvik ein neuer, größerer Flughafen (Inuvik Mike Zubko), Anbindungen an den Highway, Gesundheitseinrichtungen und weitere Annehmlichkeiten gebaut, weswegen der Flughafen und die Region Aklavik an Bedeutung verloren. Aklavik ist heute eine kleine, traditionelle Siedlung.

## Fluggesellschaften und Flugziele
| Airline              | Flugziel         |
| -------------------- | ---------------- |
| North-Wright Airways | Saisonal: Inuvik |